# Firouzophrynus peninsularis
Espèce
Statut de conservation UICN

LC : Préoccupation mineure
Firouzophrynus peninsularis est une espèce d'amphibiens de la famille des Bufonidae, endémique de l'Inde.

## Répartition et habitat
Cette espèce est endémique du Sud de l'Inde. Elle se rencontre dans les régions de Maharashtra, de l'Andhra Pradesh, du Karnāṭaka, du Telangana et du Tamil Nadu,. Elle vit dans les forêts et les zones humides.

## Description
Dans sa publication de 1920, Rao indique que l'holotype mesure 45 mm depuis la pointe du museau jusqu'au cloaque. Il indique que vivante cette espèce présente une teinte générale chamois clair ou vert olive plus ou moins tacheté de brun. La partie ventrale est jaune sur fond blanc sale.

## Classification
En 2013, certains chercheurs considèrent cette espèce comme synonyme de Duttaphrynus scaber. Après des études en 2021, elle est de nouveau considérée comme une espèce distincte.
L'espèce Firouzophrynus peninsularis a été décrite pour la première fois en 1920 par le zoologiste indien Rao sous le protonyme Bufo stomaticus peninsularis. 
En 2021 elle est reclassée dans le genre Duttaphrynus par Bisht, Garg, Sarmah, Sengupta & Biju ; puis dans le genre Firouzophrynus en 2023 par Safaei-Mahroo, Ghaffari & Niamir,.
Firouzophrynus peninsularis a pour synonymes :
- Bufo stomaticus peninsularis Rao, 1920
- Duttaphrynus peninsularis  (Rao, 1920)
- Firouzophrynus peninsularis (Rao, 1920)

### Publication originale
- (en) C. R. Narayan Rao, « Some South Indian Batrachians », Journal of the Bombay Natural History Society, Inde, vol. 27, no 1,‎ juillet 1920, p. 119-127 (ISSN 0006-6982, lire en ligne, consulté le 28 novembre 2024).